# Liste der Bodendenkmäler in Bischofsheim in der Rhön
Auf dieser Seite sind die Bodendenkmäler in der unterfränkischen Stadt Bischofsheim in der Rhön zusammengestellt. Diese Tabelle ist eine Teilliste der Liste der Bodendenkmäler in Bayern. Grundlage ist die Bayerische Denkmalliste, die auf Basis des Bayerischen Denkmalschutzgesetzes vom 1. Oktober 1973 erstmals erstellt wurde und seither durch das Bayerische Landesamt für Denkmalpflege geführt wird. Die folgenden Angaben ersetzen nicht die rechtsverbindliche Auskunft der Denkmalschutzbehörde.

## Bodendenkmäler der Stadt Bischofsheim in der Rhön

### Bodendenkmäler in der Gemarkung Bischofsheim i.d.Rhön
| Lage                             | Objekt | Akten-Nr.     | Bild |
| -------------------------------- | --- | ------------- | ---- |
| Bischofsheim i.d.Rhön (Standort) | Archäologische Befunde des Mittelalters und der frühen Neuzeit im Bereich der mittelalterlichen Burgruine Osterburg.                        | D-6-5525-0001 |      |
| Bischofsheim i.d.Rhön (Standort) | Spätmittelalterliche bis frühneuzeitliche Warte.                                                                                            | D-6-5525-0005 |      |
| Bischofsheim i.d.Rhön (Standort) | Archäologische Befunde des Mittelalters und der frühen Neuzeit im Bereich der umwehrten Altstadt von Bischofsheim i.d.Rhön.                 | D-6-5526-0045 |      |
| Bischofsheim i.d.Rhön (Standort) | Archäologische Befunde des späten Mittelalters und der frühen Neuzeit im Bereich der Stadtbefestigung von Bischofsheim i.d.Rhön.            | D-6-5526-0046 |      |
| Bischofsheim i.d.Rhön (Standort) | Archäologische Befunde des Mittelalters und der frühen Neuzeit im Bereich der Katholischen Pfarrkirche St. Georg von Bischofsheim i.d.Rhön. | D-6-5526-0047 |      |
| Bischofsheim i.d.Rhön (Standort) | Archäologische Befunde im Bereich der frühneuzeitlichen Katholischen Friedhofskapelle St. Josef in Bischofsheim i.d.Rhön.                   | D-6-5526-0051 |      |

### Bodendenkmäler in der Gemarkung Frankenheim
| Lage                   | Objekt                                                                 | Akten-Nr.     | Bild |
| ---------------------- | ---------------------------------------------------------------------- | ------------- | ---- |
| Frankenheim (Standort) | Abschnitte einer spätmittelalterlichen bis frühneuzeitlichen Landwehr. | D-6-5525-0002 |      |

### Bodendenkmäler in der Gemarkung Haselbach i.d.Rhön
| Lage                          | Objekt | Akten-Nr.     | Bild |
| ----------------------------- | --- | ------------- | ---- |
| Haselbach i.d.Rhön (Standort) | Höhensiedlung der Hallstattzeit und der Latènezeit sowie Befestigungsanlage wohl vorgeschichtlicher Zeitstellung auf dem Kreuzberg.                                               | D-6-5625-0001 |      |
| Haselbach i.d.Rhön (Standort) | Archäologische Befunde der frühen Neuzeit im Bereich der Katholischen Filialkirche von Haselbach i.d.Rhön.                                                                        | D-6-5625-0024 |      |
| Haselbach i.d.Rhön (Standort) | Archäologische Befunde des Mittelalters und der frühen Neuzeit im Bereich des Franziskanerklosters Kreuzberg mit Katholischen Klosterkirche, Vorgängerbebauung und Klostergarten. | D-6-5625-0025 |      |
| Haselbach i.d.Rhön (Standort) | Frühneuzeitliche Hofwüstung Aschenbrunn. | D-6-5626-0001 |      |

### Bodendenkmäler in der Gemarkung Oberweißenbrunn
| Lage                       | Objekt | Akten-Nr.     | Bild |
| -------------------------- | --- | ------------- | ---- |
| Oberweißenbrunn (Standort) | Mittelalterlicher Doppelturmhügel. | D-6-5525-0004 |      |
| Oberweißenbrunn (Standort) | Archäologische Befunde des Mittelalters und der frühen Neuzeit, darunter solche von Vorgängerbauten und Körpergräber, im Bereich der 1960–62 neu errichteten Katholischen Kirche St. Vitus und Antonius Eremita von Oberweißenbrunn. | D-6-5525-0009 |      |

### Bodendenkmäler in der Gemarkung Unterweißenbrunn
| Lage                        | Objekt | Akten-Nr.     | Bild |
| --------------------------- | --- | ------------- | ---- |
| Unterweißenbrunn (Standort) | Spätmittelalterliche Wüstung Lautenau. | D-6-5526-0002 |      |
| Unterweißenbrunn (Standort) | Mittelalterliche und frühneuzeitliche Wüstung Altenbrenda sowie ehemalige spätmittelalterliche Burg bzw. frühneuzeitliches Schloss.                                                                     | D-6-5526-0003 |      |
| Unterweißenbrunn (Standort) | Archäologische Befunde des Mittelalters und der frühen Neuzeit im Bereich der im Kern mittelalterlichen Katholischen Pfarrkirche St. Katharina von Unterweißenbrunn innerhalb des ehemaligen Kirchhofs. | D-6-5626-0013 |      |

### Bodendenkmäler in der Gemarkung Wegfurt
| Lage               | Objekt | Akten-Nr.     | Bild |
| ------------------ | --- | ------------- | ---- |
| Wegfurt (Standort) | Archäologische Befunde des Mittelalters und der frühen Neuzeit im Bereich der im Kern mittelalterlichen Katholischen Pfarrkirche St. Petrus und Paulus von Wegfurt mit Vorgängerbauten innerhalb des ummauerten Kirchhofs. | D-6-5626-0015 |      |